# Galerus

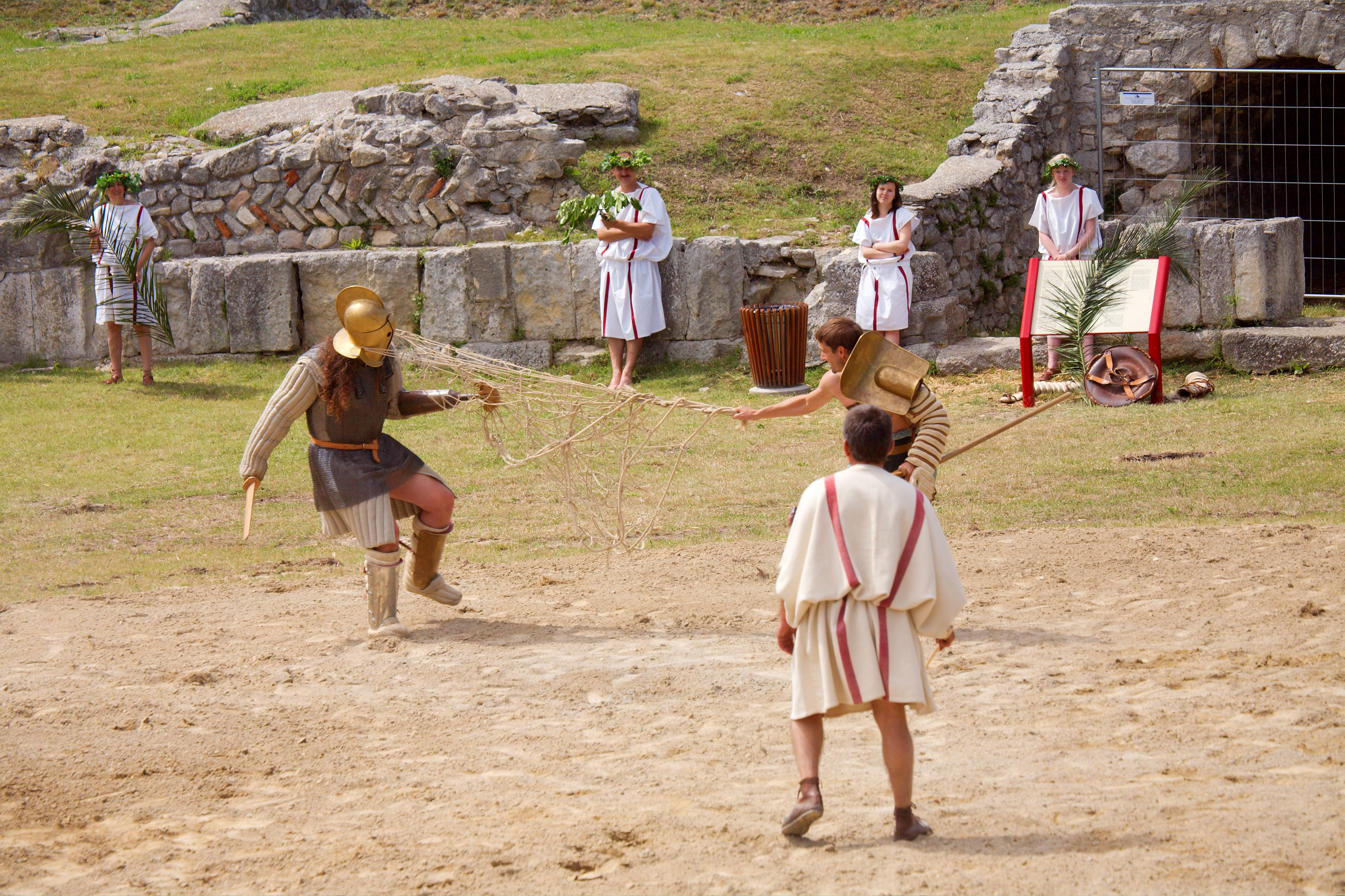
Reziario che indossa un galerus in un combattimento simulato a Carnuntum, in Austria

Il galerus (o spongia) era una protezione metallica che faceva parte dell'armatura di un gladiatore romano, il retiarius. Il galerus era fissato sulla spalla del reziario, all'estremità superiore del parabraccio, la lorica manica.

Il termine galerus si ritrova nell'ottava satira di Giovenale (Libro VIII, verso 208), nella quale il poeta si scaglia contro un nobile buffo e decadente, che combatte da gladiatore. 

In realtà galerus in latino significa berretto o parrucca, ed è in discussione se si tratti anche della denominazione dello spallaccio del reziario, ma nel frattempo è questo il significato che è invalso. 

In un'altra Satira (Libro VI, verso 11), Giovenale utilizza una diversa espressione, munimenta humeri, ovvero il baluardo della spalla, per indicare questo tipo di protezione.

## L'aspetto delgalerus
Alcuni galeri che sono stati rinvenuti a Pompei sono costituiti da una placca metallica con una stondatura nel centro, la cui funzione era di conformare la protezione al profilo del braccio del reziario; al di sopra di tale stondatura il galerus si curva verso l'esterno. Tale particolare accorgimento permetteva al reziario di nascondervi dietro la testa, mentre al contempo i colpi portati dall'alto dall'avversario venivano deviati verso il basso anziché verso il volto.
 Il galerus veniva legato tramite due asole alla lorica manica e si estendeva da sopra la spalla fino alla metà superiore del braccio.

Il suo peso era mediamente di 1,2 kg.